# Estádio José Procópio Teixeira Filho
 Estádio José Procópio Teixeira Filho – stadion piłkarski, w Juiz de Fora, Minas Gerais, Brazylia, na którym swoje mecze rozgrywa klub Sport Club Juiz de Fora.